# Liste de sondages sur les élections législatives fédérales belges de 2019
Pour un article plus général, voir Élections législatives fédérales belges de 2019.
Cette page dresse la liste des sondages d'opinions relatifs aux élections législatives fédérales belges de 2019.

## Flandre

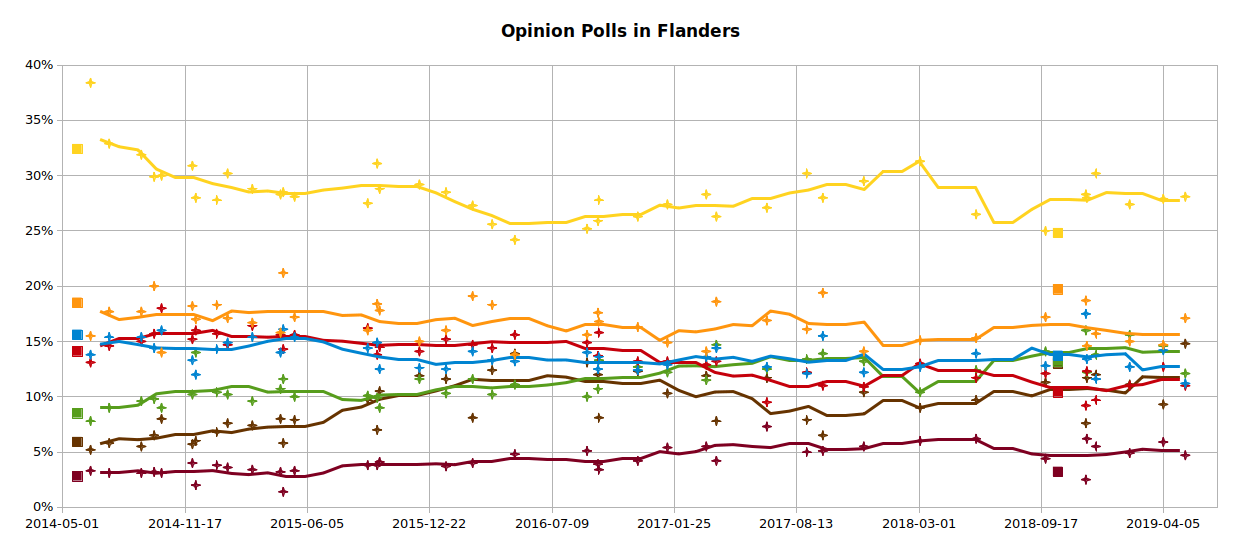
Sondages d'opinion en Flandre depuis le 25 mai 2014

| Date                          | Sondeur                        | Journal                                      | Échantillon                    | N-VA   | VB     | CD&V   | Open Vld | sp.a   | Groen  | PVDA  | Autres | Écart  |
| ----------------------------- | ------------------------------ | -------------------------------------------- | ------------------------------ | ------ | ------ | ------ | -------- | ------ | ------ | ----- | ------ | ------ |
| Date                          | Sondeur                        | Journal                                      | Échantillon                    |        |        |        |          |        |        |       | Autres | Écart  |
| 26 mai 2019                   | Élections fédérales de 2019    | Élections fédérales de 2019                  | Élections fédérales de 2019    | 25,5 % | 18,7 % | 14,2 % | 13,5 %   | 10,8 % | 9,8 %  | 5,6 % | 1,9 %  | 6,8 %  |
| 26 mai 2019                   | Élections régionales de 2019   | Élections régionales de 2019                 | Élections régionales de 2019   | 24,8 % | 18,5 % | 15,4 % | 13,1 %   | 10,1 % | 10,1 % | 5,3 % | 2,7 %  | 6,3 %  |
| 6-14 mai 2019                 | Ipsos                          | RTL TVI / Le Soir / VTM / Het Laatste Nieuws | 1 003                          | 28,1 % | 14,8 % | 17,1 % | 11,2 %   | 11,0 % | 12,1 % | 4,7 % | 1,0 %  | 11,0 % |
| 25 mars-15 avril 2019         | Kantar TNS                     | La Libre / RTBF / De Standaard / VRT         | 1 006                          | 27,9 % | 9,3 %  | 14,7 % | 14,2 %   | 12,7 % | 14,6 % | 5,9 % | 0,8 %  | 13,2 % |
| 5-11 février 2019             | Ipsos                          | RTL TVI / Le Soir / VTM / Het Laatste Nieuws | 996                            | 27,4 % | 11,1 % | 15,0 % | 12,7 %   | 11,0 % | 15,6 % | 4,9 % | 2,3 %  | 11,8 % |
| 13 décembre-17 décembre 2018  | Ipsos                          | Het Nieuwsblad                               | 1 000                          | 30,2 % | 12,0 % | 15,7 % | 11,6 %   | 9,7 %  | 13,8 % | 5,5 % | 1,5 %  | 14,5 % |
| 19 novembre-8 décembre 2018   | Kantar TNS                     | La Libre / RTBF / De Standaard / VRT         | 1 038                          | 28,3 % | 7,6 %  | 18,7 % | 17,5 %   | 9,2 %  | 16,0 % | 2,5 % | 0,1 %  | 9,6 %  |
| 27 novembre-4 décembre 2018   | Ipsos                          | RTL TVI / Le Soir / VTM / Het Laatste Nieuws | 998                            | 28,0 % | 11,7 % | 14,6 % | 13,4 %   | 12,3 % | 12,2 % | 6,2 % | 1,6 %  | 13,4 % |
| 14 octobre 2018               | Élections provinciales de 2018 | Élections provinciales de 2018               | Élections provinciales de 2018 | 24,8 % | 13,0 % | 19,7 % | 13,7 %   | 10,4 % | 13,2 % | 3,2 % | 2,1 %  | 5,1%   |
| 20-27 septembre 2018          | Ipsos                          | RTL TVI / Le Soir / VTM / Het Laatste Nieuws | 926                            | 25,0 % | 11,3 % | 17,2 % | 12,8 %   | 12,1 % | 14,1 % | 4,4 % | 3,1 %  | 7,8 %  |
| 29 mai-6 juin 2018            | Ipsos                          | RTL TVI / Le Soir / VTM / Het Laatste Nieuws | 1 000                          | 26,5 % | 9,7 %  | 15,3 % | 13,9 %   | 11,7 % | 12,4 % | 6,2 % | 4,3 %  | 11,2 % |
| 26 février-21 mars 2018       | Kantar TNS                     | La Libre / RTBF / De Standaard / VRT         | 1 003                          | 32,4 % | 7,5 %  | 16,4 % | 14,7 %   | 9,5 %  | 13,8 % | 4,9 % | 0,9 %  | 16,0 % |
| 27 février-6 mars 2018        | Ipsos                          | RTL TVI / Le Soir / VTM / Het Laatste Nieuws | 965                            | 31,3 % | 9,0 %  | 15,1 % | 12,7 %   | 13,0 % | 10,4 % | 6,0 % | -      | 16,2 % |
| 27 novembre-4 décembre 2017   | Ipsos                          | RTL TVI / Le Soir / VTM / Het Laatste Nieuws | 995                            | 29,5 % | 10,4 % | 14,1 % | 12,2 %   | 10,9 % | 13,2 % | 5,5 % | -      | 15,4 % |
| 11 septembre-8 octobre 2017   | Kantar TNS                     | La Libre / RTBF / VRT / De Standaard         | 1 045                          | 28,0 % | 6,5 %  | 19,4 % | 15,5 %   | 11,0 % | 13,9 % | 5,1 % | 0,6 %  | 8,6 %  |
| 25 aout-3 septembre 2017      | Ipsos                          | RTL TVI / Le Soir / VTM / Het Laatste Nieuws | 959                            | 30,2 % | 7,9 %  | 16,1 % | 12,1 %   | 12,2 % | 13,4 % | 5,0 % | -      | 14,1 % |
| 23-27 juin 2017               | Dedicated                      | MR / L'Echo / Sudpresse                      | 912                            | 27,1 % | 11,7 % | 16,9 % | 12,7 %   | 9,5 %  | 12,5 % | 7,3 % | 2,3 %  | 10,2 % |
| 27 mars-11 avril 2017         | TNS Media                      | VRT / De Standaard                           | 1 030                          | 26,3 % | 7,8 %  | 18,6 % | 14,4 %   | 13,2 % | 14,7 % | 4,2 % | 0,7 %  | 7,7 %  |
| 16-20 mars 2017               | Dedicated                      | RTBF / La Libre Belgique                     | 1 038                          | 28,3 % | 11,9 % | 14,1 % | 13,6 %   | 12,9 % | 11,5 % | 5,5 % | 2,2 %  | 14,2 % |
| 10–17 janvier 2017            | Ipsos                          | RTL TVI / Le Soir / VTM / Het Laatste Nieuws | 964                            | 27,4 % | 10,3 % | 14,9 % | 12,9 %   | 13,2 % | 12,2 % | 5,4 % | -      | 12,5 % |
| 24–28 novembre 2016           | Dedicated                      | RTBF / La Libre Belgique ,                   | 1 007                          | 26,3 % | 12,3 % | 16,3 % | 12,4 %   | 13,2 % | 12,7 % | 4,2 % | -      | 10,0 % |
| 14 septembre-3 octobre 2016   | TNS Media                      | VRT / De Standaard                           | 1 013                          | 27,8 % | 8,1 %  | 16,8 % | 13,6 %   | 15,8 % | 13,3 % | 3,4 % | 1,2 %  | 11,0 % |
| 19–25 septembre 2016          | Ipsos                          | RTL TVI / Le Soir / VTM / Het Laatste Nieuws | 983                            | 25,9 % | 12,0 % | 17,6 % | 12,5 %   | 13,7 % | 10,7 % | 3,9 % | -      | 8,3 %  |
| 2–6 septembre 2016            | Dedicated                      | RTBF / La Libre Belgique ,                   | 1 002                          | 25,2 % | 13,1 % | 15,6 % | 14,0 %   | 14,9 % | 10,0 % | 5,1 % | 2,1 %  | 9,6 %  |
| 6–12 mai 2016                 | Ipsos                          | RTL TVI / Le Soir / VTM / Het Laatste Nieuws | 1 045                          | 24,2 % | 13,9 % | 13,8 % | 13,2 %   | 15,6 % | 11,1 % | 4,8 % | -      | 8,6 %  |
| 31 mars–4 avril 2016          | Dedicated                      | RTBF / La Libre Belgique,                    | 975                            | 25,6 % | 12,4 % | 18,3 % | 13,3 %   | 14,4 % | 10,2 % | -     | -      | 7,3 %  |
| 22 février–9 mars 2016        | TNS Media                      | VRT / De Standaard                           | 1 005                          | 27,3 % | 8,1 %  | 19,1 % | 14,1 %   | 14,7 % | 11,6 % | 4,0 % | -      | 8,2 %  |
| 15–20 janvier 2016            | Ipsos                          | RTL TVI / Le Soir / VTM / Het Laatste Nieuws | 1 043                          | 28,5 % | 11,6 % | 16,0 % | 12,5 %   | 15,2 % | 10,3 % | 3,7 % | -      | 12,5 % |
| 3–7 décembre 2015             | Dedicated                      | RTBF / La Libre Belgique                     | 990                            | 29,2 % | 11,9 % | 15,0 % | 12,6 %   | 14,1 % | 11,6 % | -     | -      | 14,2 % |
| 28 septembre–4 octobre 2015   | Ipsos                          | RTL TVI / Le Soir / VTM / Het Laatste Nieuws | 1 030                          | 28,8 % | 10,5 % | 17,8 % | 12,5 %   | 14,5 % | 9,0 %  | 4,1 % | -      | 11,0 % |
| 22 septembre–2 octobre 2015   | TNS Media                      | VRT / De Standaard                           | 1 019                          | 31,1 % | 7,0 %  | 18,4 % | 14,9 %   | 13,8 % | 9,9 %  | 3,8 % | -      | 12,7 % |
| 9–14 septembre 2015           | Dedicated                      | RTBF / La Libre Belgique                     | 745                            | 27,5 % | 9,7 %  | 16,0 % | 14,4 %   | 16,2 % | 10,1 % | 3,8 % | -      | 11,3 % |
| 12–18 mai 2015                | Dedicated                      | RTBF / La Libre Belgique                     | 761                            | 28,1 % | 7,9 %  | 17,2 % | 15,4 %   | 15,6 % | 10,0 % | 3,3 % | -      | 10,9 % |
| 20–24 avril 2015              | Ipsos                          | RTL TVI / Le Soir / VTM / Het Laatste Nieuws | 963                            | 28,3 % | 8,0 %  | 15,8 % | 14,0 %   | 15,6 % | 10,7 % | 3,2 % | -      | 12,5 % |
| 5–9 mars 2015                 | Dedicated                      | RTBF / La Libre Belgique                     | 691                            | 28,8 % | 7,4 %  | 16,7 % | 15,4 %   | 16,4 % | 9,6 %  | 3,4 % | 2,3 %  | 12,1 % |
| 23–28 janvier 2015            | Ipsos                          | RTL TVI / Le Soir / VTM / Het Laatste Nieuws | 1 035                          | 30,2 % | 7,6 %  | 17,1 % | 14,9 %   | 14,7 % | 10,2 % | 3,6 % | -      | 13,1 % |
| 5–11 janvier 2015             | Ipsos                          | RTL TVI / Le Soir / VTM / Het Laatste Nieuws | 1 043                          | 27,8 % | 6,8 %  | 18,3 % | 14,3 %   | 15,7 % | 10,4 % | 3,8 % | -      | 9,5 %  |
| 27 novembre–1er décembre 2014 | Dedicated                      | RTBF / La Libre Belgique                     | 773                            | 30,9 % | 5,7 %  | 18,2 % | 13,3 %   | 15,2 % | 10,2 % | 4,0 % | 2,5 %  | 12,7 % |
| 5–9 septembre 2014            | Dedicated                      | RTBF / La Libre Belgique                     | 792                            | 31,9 % | 5,5 %  | 17,7 % | 15,4 %   | 15,0 % | 9,6 %  | 3,1 % | 1,8 %  | 14,2 % |
| 25 mai 2014                   | Élections régionales de 2014   | Élections régionales de 2014                 | Élections régionales de 2014   | 31,9 % | 5,9 %  | 20,5 % | 14,2 %   | 14,0 % | 8,7 %  | 2,5 % | 2,3 %  | 11,4 % |
| 25 mai 2014                   | Élections fédérales de 2014    | Élections fédérales de 2014                  | Élections fédérales de 2014    | 32,4 % | 5,8 %  | 18,6 % | 15,5 %   | 14,0 % | 8,6 %  | 2,8 % | 2,2 %  | 13,9 % |

## Wallonie

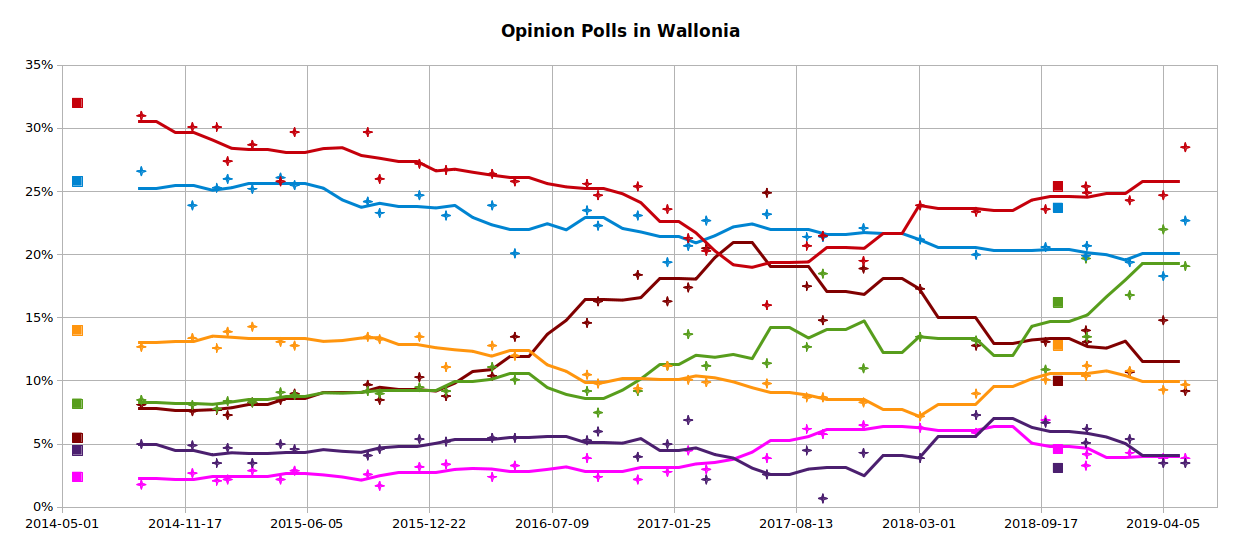
Sondages d'opinion en Wallonie depuis le 25 mai 2014

| Date                          | Sondeur                        | Journal                                      | Échantillon                    | PS     | MR     | Ecolo  | PTB    | cdH    | DéFI  | PP    | Autres                                   | Écart |
| ----------------------------- | ------------------------------ | -------------------------------------------- | ------------------------------ | ------ | ------ | ------ | ------ | ------ | ----- | ----- | ---------------------------------------- | ----- |
| Date                          | Sondeur                        | Journal                                      | Échantillon                    |        |        |        |        |        |       |       | Autres                                   | Écart |
| 26 mai 2019                   | Élections fédérales de 2019    | Élections fédérales de 2019                  | Élections fédérales de 2019    | 26,1 % | 20,5 % | 14,9 % | 13,8 % | 10,7 % | 4,1 % | 3,2 % | 6,7 %                                    | 5,6 % |
| 26 mai 2019                   | Élections régionales de 2019   | Élections régionales de 2019                 | Élections régionales de 2019   | 26,2 % | 21,4 % | 14,5 % | 13,7 % | 11,0 % | 4,1 % | 3,7 % | 5,4 %                                    | 4,8 % |
| 6-14 mai 2019                 | Ipsos                          | RTL TVI / Le Soir / VTM / Het Laatste Nieuws | 1 000                          | 28,5 % | 22,7 % | 19,1 % | 9,2 %  | 9,7 %  | 3,9 % | 3,5 % | 3,4 %, Droite Citoyenne 1,4 %            | 5,8 % |
| 26-30 avril 2019              | Dedicated                      | MR/Le Soir                                   | 1 611                          | 26,9 % | 20,7 % | 16,3 % | 13,9 % | 8,6 %  | 4,3 % | 4,9 % | Listes Destexhe 2,1 %                    | 6,2 % |
| 25 mars-15 avril 2019         | Kantar TNS                     | La Libre / RTBF / De Standaard / VRT         | 1 004                          | 24,7 % | 18,3 % | 22,0 % | 14,8 % | 9,3 %  | 3,9 % | 3,5 % | 2,4 %, Listes Destexhe 1,1 %             | 2,7 % |
| 5-11 février 2019             | Ipsos                          | RTL TVI / Le Soir / VTM / Het Laatste Nieuws | 995                            | 24,3 % | 19,4 % | 16,8 % | 10,7 % | 10,8 % | 4,3 % | 5,4 % | 6,7 %, Droite citoyenne 1,6 %            | 4,9 % |
| 19 novembre-8 décembre 2018   | Kantar TNS                     | La Libre / RTBF / De Standaard / VRT         | 1 016                          | 25,4 % | 19,9 % | 19,7 % | 14,0 % | 10,4 % | 3,3 % | 5,1 % | 2,2 %                                    | 5,5 % |
| 27 novembre-4 décembre 2018   | Ipsos                          | RTL TVI / Le Soir / VTM / Het Laatste Nieuws | 1 003                          | 24,9 % | 20,7 % | 13,5 % | 13,1 % | 11,3 % | 4,2 % | 6,2 % | 3,8 %, Droite citoyenne 2,3 %            | 4,2 % |
| 14 octobre 2018               | Élections provinciales de 2018 | Élections provinciales de 2018               | Élections provinciales de 2018 | 25,4 % | 23,7 % | 16,2 % | 10,0 % | 12,8 % | 4,6 % | 3,1 % | 4,2 %                                    | 1,7 % |
| 20-27 septembre 2018          | Ipsos                          | RTL TVI / Le Soir / VTM / Het Laatste Nieuws | 902                            | 23,6 % | 20,6 % | 10,9 % | 13,1 % | 10,1 % | 6,9 % | 6,7 % | 6,0 %, Droite citoyenne 2,1 %            | 3,0 % |
| 29 mai-6 juin 2018            | Ipsos                          | RTL TVI / Le Soir / VTM / Het Laatste Nieuws | 1 000                          | 23,4 % | 20,0 % | 13,2 % | 12,8 % | 9,0 %  | 5,9 % | 7,3 % | 8,4 %                                    | 3,4 % |
| 26 février-21 mars 2018       | Kantar TNS                     | La Libre / RTBF / De Standaard / VRT         | 1 015                          | 23,2 % | 24,1 % | 17,5 % | 10,6 % | 11,1 % | 5,6 % | 3,4 % | 4,5 %                                    | 0,9 % |
| 27 février-6 mars 2018        | Ipsos                          | RTL TVI / Le Soir / VTM / Het Laatste Nieuws | 983                            | 23,9 % | 21,2 % | 13,5 % | 17,3 % | 7,2 %  | 6,3 % | 3,9 % | 5,6 %, Droite citoyenne 1,1 %            | 2,7 % |
| Février 2018                  | Dedicated                      | MR / Sudpresse                               | ?                              | 20,1%  | 25,5 % | 9,9 %  | 20,9 % | 8,4 %  | 5,4 % | 5,2 % | 4,6 %                                    | 4,6 % |
| 27 novembre-4 décembre 2017   | Ipsos                          | RTL TVI / Le Soir / VTM / Het Laatste Nieuws | 999                            | 19,5 % | 22,1 % | 11 %   | 18,9 % | 8,3 %  | 6,5 % | 4,3 % | 5,0 %, Droite Citoyenne 2,2 %            | 2,6 % |
| 11 septembre-8 octobre 2017   | Kantar TNS                     | La Libre / RTBF / VRT / De Standaard         | 1 076                          | 21,5 % | 21,4 % | 18,5 % | 14,8 % | 8,7 %  | 5,8 % | 0,7 % | 8,6 %                                    | 0,1 % |
| 25 aout–3 septembre 2017      | Ipsos                          | RTL TVI / Le Soir / VTM / Het Laatste Nieuws | 960                            | 20,7 % | 21,4 % | 12,7 % | 17,5 % | 8,7 %  | 6,2 % | 4,5 % | 6,7 %, Droite Citoyenne 1,6 %            | 0,7 % |
| 23-27 juin 2017               | Dedicated                      | MR / L'Echo / Sudpresse                      | 909                            | 16,0 % | 23,2 % | 11,4 % | 24,9 % | 9,8 %  | 3,9 % | 2,6 % | 5,6 %, La Droite 2,6 %                   | 1,7 % |
| 16-20 mars 2017               | Dedicated                      | RTBF / La Libre Belgique                     | 946                            | 20,3 % | 22,7 % | 11,2 % | 20,5 % | 9,9 %  | 3,0 % | 2,2 % | 10,2 %                                   | 2,2 % |
| 16–17 février 2017            | iVox                           | Sudpresse                                    | 1 000                          | 21,3 % | 20,7 % | 13,7 % | 17,4 % | 10,1 % | 4,5 % | 6,9 % | 5,5 %                                    | 0,6 % |
| 10–17 janvier 2017            | Ipsos                          | RTL TVI / Le Soir / VTM / Het Laatste Nieuws | 961                            | 23,6 % | 19,4 % | 11,2 % | 16,3 % | 11,2 % | 2,8 % | 5,0 % | 3,6 %                                    | 4,2 % |
| 24–28 novembre 2016           | Dedicated                      | RTBF / La Libre Belgique ,                   | 892                            | 25,4 % | 23,1 % | 9,2 %  | 18,2 % | 9,4 %  | 2,2 % | 4,0 % | -                                        | 2,3 % |
| 19–25 septembre 2016          | Ipsos                          | RTL TVI / Le Soir / VTM / Het Laatste Nieuws | 983                            | 24,7 % | 22,3 % | 7,5 %  | 16,3 % | 9,8 %  | 2,4 % | 6,0 % | -                                        | 2,4 % |
| 2–6 septembre 2016            | Dedicated                      | RTBF / La Libre Belgique ,                   | 962                            | 25,6 % | 23,5 % | 9,2 %  | 14,6 % | 10,5 % | 3,9 % | 5,3 % | 7,4 %                                    | 2,1 % |
| 6–12 mai 2016                 | Ipsos                          | RTL TVI / Le Soir / VTM / Het Laatste Nieuws | 1 003                          | 25,8 % | 20,1 % | 10,1 % | 13,5 % | 12,0 % | 3,3 % | 5,5 % | -                                        | 5,7 % |
| 31 mars – 4 avril 2016        | Dedicated                      | RTBF / La Libre Belgique,                    | 967                            | 26,4 % | 23,9 % | 11,1 % | 10,4 % | 12,8 % | 2,4 % | 5,5 % | -                                        | 2,5 % |
| 15–20 janvier 2016            | Ipsos                          | RTL TVI / Le Soir / VTM / Het Laatste Nieuws | 1 034                          | 26,7 % | 23,1 % | 9,2 %  | 8,8 %  | 11,1 % | 3,4 % | 5,2 % | -                                        | 3,6 % |
| 3–7 décembre 2015             | Dedicated                      | RTBF / La Libre Belgique                     | 910                            | 27,2 % | 24,7 % | 9,5 %  | 10,3 % | 13,5 % | 3,2 % | 5,4 % | -                                        | 2,5 % |
| 28 septembre – 4 octobre 2015 | Ipsos                          | RTL TVI / Le Soir / VTM / Het Laatste Nieuws | 1 017                          | 26,0 % | 23,3 % | 9,0 %  | 8,5 %  | 13,3 % | 1,7 % | 4,6 % | La Droite 3,7 %, Debout les Belges 3,3 % | 2,7 % |
| 9–14 septembre 2015           | Dedicated                      | RTBF / La Libre Belgique                     | 643                            | 29,7 % | 24,2 % | 9,2 %  | 9,7 %  | 13,5 % | 2,6 % | 4,1 % | -                                        | 3,5 % |
| 12–18 mai 2015                | Dedicated                      | RTBF / La Libre Belgique                     | 680                            | 29,7 % | 25,5 % | 8,9 %  | 9,0 %  | 12,8 % | 2,9 % | 4,6 % | -                                        | 4,2 % |
| 20–24 avril 2015              | Ipsos                          | RTL TVI / Le Soir / VTM / Het Laatste Nieuws | 952                            | 25,8 % | 26,1 % | 9,1 %  | 8,5 %  | 13,1 % | 2,2 % | 5,0 % | -                                        | 0,3 % |
| 5–9 mars 2015                 | Dedicated                      | RTBF / La Libre Belgique                     | 678                            | 28,7 % | 25,2 % | 8,3 %  | 8,3 %  | 14,3 % | 2,9 % | 3,5 % | 8,8 %                                    | 3,5 % |
| 23–28 janvier 2015            | Ipsos                          | RTL TVI / Le Soir / VTM / Het Laatste Nieuws | 1 042                          | 27,4 % | 26,0 % | 8,4 %  | 7,3 %  | 13,9 % | 2,2 % | 4,7 % | -                                        | 1,4 % |
| 5–11 janvier 2015 ]           | Ipsos                          | RTL TVI / Le Soir / VTM / Het Laatste Nieuws | 1 053                          | 30,1 % | 25,3 % | 7,8 %  | 7,7 %  | 12,6 % | 2,1 % | 3,5 % | -                                        | 4,8 % |
| 27 novembre-1er décembre 2014 | Dedicated                      | RTBF / La Libre Belgique                     | 655                            | 30,1 % | 23,9 % | 8,1 %  | 7,6 %  | 13,4 % | 2,7 % | 4,9 % | -                                        | 6,2 % |
| Septembre 2014                | Dedicated                      | RTBF / La Libre Belgique                     | 676                            | 31,0 % | 26,6 % | 8,5 %  | 8,1 %  | 12,7 % | 1,8 % | 5,0 % | 6,3 %                                    | 4,4 % |
| 25 mai 2014                   | Élections régionales de 2014   | Élections régionales de 2014                 | Élections régionales de 2014   | 30,9 % | 26,7 % | 8,6 %  | 5,8 %  | 15,2 % | 2,5 % | 4,9 % | 5,4 %                                    | 4,2 % |
| 25 mai 2014                   | Élections fédérales de 2014    | Élections fédérales de 2014                  | Élections fédérales de 2014    | 32,0 % | 25,8 % | 8,2 %  | 5,5 %  | 14,0 % | 2,4 % | 4,5 % | 7,6 %                                    | 6,2 % |

## Bruxelles-Capitale
| Date                        | Sondeur                      | Journal                                       | Échantillon                  | Ecolo  | PS     | MR     | PTB-PVDA | DéFI   | cdH    | N-VA  | Open Vld | PP    | VB    | CD&V  | sp.a  | Groen | Islam | Autres                        | Écart |
| --------------------------- | ---------------------------- | --------------------------------------------- | ---------------------------- | ------ | ------ | ------ | -------- | ------ | ------ | ----- | -------- | ----- | ----- | ----- | ----- | ----- | ----- | ----------------------------- | ----- |
| Date                        | Sondeur                      | Journal                                       | Échantillon                  |        |        |        |          |        |        |       |          |       |       |       |       |       |       | Autres                        | Écart |
| 26 mai 2019                 | Élections fédérales de 2019  | Élections fédérales de 2019                   | Élections fédérales de 2019  | 21,6 % | 20,0 % | 17,5 % | 12,3 %   | 10,3 % | 5,8 %  | 3,2 % | 2,3 %    | 1,7 % | 1,6 % | 1,3 % | -     | -     | -     | 2,4 %                         | 1,6 % |
| 26 mai 2019                 | Élections régionales de 2019 | Élections régionales de 2019                  | Élections régionales de 2019 | 19,1 % | 22,0 % | 16,9 % | 13,5 %   | 13,8 % | 7,6 %  | -     | -        | 1,7 % | -     | -     | -     | -     | -     | 5,4 %                         | 2,9 % |
| 6-14 mai 2019               | Ipsos                        | RTL TVI / Le Soir / VTM / Het Laatste Nieuws  | 519                          | 22,9 % | 17,3 % | 15,5 % | 7,9 %    | 13,7 % | 6,5 %  | 5,7 % | 0,7 %    | 2,0 % | 2,7 % | 0,8 % | -     | -     | -     | 4,3 %, Listes Destexhe 3,1 %  | 5,6 % |
| 26-30 avril 2019            | Dedicated Research           | MR/Le Soir                                    | 1 611                        | 17,8 % | 25,6 % | 17,4 % | 10,5 %   | 10,8 % | 6,9 %  | -     | -        | 1,9 % | -     | -     | -     | -     | -     | Listes Destexhe 2,2 %         | 7,8 % |
| 25 mars- 15 avril 2019      | Kantar TNS                   | La Libre / RTBF / De Standaard / VRT          | 759                          | 21,5 % | 19,0 % | 15,5 % | 11,9 %   | 8,5 %  | 6,9 %  | 4,2 % | 1,8 %    | 0,3 % | 1,3 % | 2,0 % | 1,1 % | 3,0 % | -     | 2,0 %, Listes Destexhe 1,0 %  | 2,5 % |
| 5-11 février 2019           | Ipsos                        | RTL TVI / Le Soir / VTM / Het Laatste Nieuws  | 559                          | 19,9 % | 15,6 % | 15,3 % | 7,5 %    | 12,5 % | 4,3 %  | 6,4 % | 1,7 %    | 2,2 % | 1,9 % | 0,9 % | 2,1 % | 2,7 % | -     | 7,0 %                         | 4,3 % |
| 19 novembre-8 décembre 2018 | Kantar TNS                   | La Libre / RTBF / De Standaard / VRT          | 743                          | 19,1 % | 15,8 % | 17,4 % | 11,5 %   | 10,3 % | 5,6 %  | 6,0 % | 1,1 %    | 1,7 % | 0,3 % | 3,1 % | 2,7 % | 3,9 % | -     | 1,5 %                         | 1,7 % |
| 27 novembre-4 décembre 2018 | Ipsos                        | RTL TVI / Le Soir / VTM / Het Laatste Nieuws  | 531                          | 18,3 % | 15,4 % | 18,2 % | 5,8 %    | 14,4 % | 4,5 %  | 5,3 % | 1,1 %    | 3,7 % | 1,3 % | 1,2 % | 0,9 % | 2,4 % | 1,9 % | 6,6 %                         | 0,1 % |
| 20-27 septembre 2018        | Ipsos                        | RTL TVI / Le Soir / VTM / Het Laatste Nieuws  | 497                          | 13,1 % | 14,9 % | 19,5 % | 9 %      | 15,8 % | 6,3 %  | 6,5 % | -        | 2 %   | 2 %   | -     | 0,7 % | 2,2 % | 2 %   | 2,2 %, Droite citoyenne 1,3 % | 3,7 % |
| 29 mai-6 juin 2018          | Ipsos                        | RTL TVI / Le Soir / VTM / Het Laatste Nieuws, | 532                          | 11,9 % | 14,2 % | 17,0 % | 9,5 %    | 15,4 % | 7,4 %  | 6,7 % | 2,3 %    | 2,4 % | 2,3 % | 0,9 % | 0,8 % | 1,5 % | 1,9 % | 5,8 %                         | 1,6 % |
| 26 février-21 mars 2018     | Kantar TNS                   | La Libre / RTBF / De Standaard / VRT          | 750                          | 15,7 % | 21,8 % | 20,2 % | 5,8 %    | 12,9 % | 9,0 %  | 4,1 % | 2,6 %    | 1,7 % | 0,2 % | 1,9 % | 0,6 % | 2,4 % | -     | 1,1 %                         | 1,6 % |
| 27 février-6 mars 2018      | Ipsos                        | RTL TVI / Le Soir / VTM / Het Laatste Nieuws  | 548                          | 13,5 % | 16,6 % | 17,8 % | 7,4 %    | 14,3 % | 6,0 %  | 6,0 % | 2,7 %    | 3,2 % | 1,0 % | 1,1 % | 0,4 % | 3,6 % | 1,8 % | Droite Citoyenne 1,1 %        | 1,2 % |
| Février 2018                | Dedicated                    | Sudpresse / MR                                | ?                            | 12,8 % | 13,6 % | 19,4 % | 12,1 %   | 16,1 % | 7,6 %  | 5,3 % | 2,8 %    | 1,6 % | -     | -     | -     | 3,9 % | -     | 4,8 %                         | 3,3 % |
| 27 novembre–4 décembre 2017 | Ipsos                        | RTL TVI / Le Soir / VTM / Het Laatste Nieuws  | 552                          | 12,8 % | 17,6 % | 16,5 % | 7,9 %    | 15,8 % | 5 %    | 6,1 % | 2,4 %    | 2,1 % | 1,2 % | 1,3 % | 1,2 % | 2,0 % | 2,7 % | Droite Citoyenne 1,1 %        | 1,1 % |
| 11 septembre-8 octobre 2017 | Kantar TNS                   | La Libre / RTBF / VRT / De Standaard          | 753                          | 16,7 % | 15,1 % | 20,7 % | 9,7 %    | 14,3 % | 7,6 %  | 3,9 % | 1,7 %    | 0,8 % | 0,5 % | 2,2 % | 1,0 % | 3,4 % | -     | 2,4 %                         | 4,0 % |
| 25 aout–3 septembre 2017    | Ipsos                        | RTL TVI / Le Soir / VTM / Het Laatste Nieuws  | 469                          | 12,3 % | 12,1 % | 19,8 % | 9,0 %    | 18,4 % | 5,8 %  | 3,4 % | 2,0 %    | 2,5 % | 1,5 % | 1,8 % | 1,5 % | 3,0 % | 2,3 % | Droite Citoyenne 0,2 %        | 1,4 % |
| 23-27 juin 2017             | Dedicated                    | MR / L'Echo / Sudpresse                       | 907                          | 12,5 % | 10,9 % | 20,7 % | 14,1 %   | 15,7 % | 7,9 %  | -     | -        | 1,7 % | -     | -     | -     | -     | 0,6 % | 15,9 %                        | 5,0 % |
| 16-20 mars 2017             | Dedicated                    | RTBF / La Libre Belgique                      | 914                          | 13,1 % | 20,1 % | 18,7 % | 14,1 %   | 10,4 % | 6,0 %  | 3,7 % | 2,3 %    | 3,3 % | 2,6 % | 1,5 % | 0,7 % | 1,1 % | 0,3 % | 2,1 %                         | 1,4 % |
| 10–17 janvier 2017          | Ipsos                        | RTL TVI / Le Soir / VTM / Het Laatste Nieuws  | 510                          | 10,8 % | 18,1 % | 18,4 % | 12,1 %   | 9,3 %  | 7,9 %  | 5,1 % | 2,6 %    | 2,2 % | 1,7 % | 1,5 % | 1,9 % | 2,5 % | 1,2 % | -                             | 0,3 % |
| 24–28 novembre 2016         | Dedicated                    | RTBF / La Libre Belgique ,                    | 892                          | 11,3 % | 20,4 % | 19 %   | 9,6 %    | 10,5 % | 7 %    | 3,9 % | 2,8 %    | 3,7 % | 1,7 % | 2,5 % | 0,2 % | 2,5 % | 2,0 % | 3 %                           | 1,4 % |
| 19–25 septembre 2016        | Ipsos                        | RTL TVI / Le Soir / VTM / Het Laatste Nieuws  | 983                          | 9,8 %  | 15,5 % | 20,3 % | 11,2 %   | 10,9 % | 7,8 %  | -     | -        | 0,9 % | -     | -     | -     | -     | -     | -                             | 4,8 % |
| 2–6 septembre 2016          | Dedicated                    | RTBF / La Libre Belgique ,                    | 917                          | 12,9 % | 19,8 % | 20,1 % | 7,5 %    | 11,3 % | 6,5 %  | 4,2 % | 2,6 %    | 3,0 % | 2,4 % | 1,9 % | 1,5 % | 1,8 % | 1,6 % | 2,9 %                         | 0,3 % |
| 6–12 mai 2016               | Ipsos                        | RTL TVI / Le Soir / VTM / Het Laatste Nieuws  | 505                          | 8,9 %  | 17,7 % | 19,7 % | 7,8 %    | 10,7 % | 7,7 %  | -     | -        | 2,0 % | -     | -     | -     | -     | 2,0 % | -                             | 2,0 % |
| 31 mars – 4 avril 2016      | Dedicated                    | RTBF / La Libre Belgique,                     | 918                          | 10,2 % | 21,1 % | 20,2 % | 6,1 %    | 11,1 % | 8,8 %  | 4,0 % | 2,6 %    | 2,8 % | 2,3 % | 1,9 % | -     | 1,2 % | 2,7 % | -                             | 0,9 % |
| 15–20 janvier 2016          | Ipsos                        | RTL TVI / Le Soir / VTM / Het Laatste Nieuws  | 537                          | 8,3 %  | 18,2 % | 20,7 % | 7,0 %    | 9,8 %  | 6,8 %  | -     | -        | 2,1 % | -     | -     | -     | -     | 1,5 % | 1,2 %                         | 2,5 % |
| 28 septembre-4 octobre 2015 | Ipsos                        | RTL TVI / Le Soir / VTM / Het Laatste Nieuws  | 524                          | 9,6 %  | 19,7 % | 19,3 % | 6,4 %    | 10,4 % | 8,1 %  | -     | -        | -     | -     | -     | -     | -     | 2,5 % | -                             | 0,4 % |
| 5–9 mars 2015               | Dedicated                    | RTBF / La Libre Belgique                      | 907                          | 9,4 %  | 19,7 % | 22,6 % | 5,6 %    | 12,3 % | 9,9 %  | 3,5 % | 2,6 %    | 2,2 % | 0,8 % | 1,3 % | 3,1 % | 1,8 % | 3,1 % | 0,5 %                         | 2,9 % |
| Novembre 2014               | Dedicated                    | RTBF / La Libre Belgique                      | -                            | 11,8 % | 26,2 % | 21,7 % | 6,0 %    | 9,2 %  | 8,1 %  | 3,2 % | 2,1 %    | 1,4 % | 2,3 % | 1,9 % | 2,2 % | 1,2 % | 2,2 % | 1,7 %                         | 4,5 % |
| Septembre 2014              | Dedicated                    | RTBF / La Libre Belgique                      | -                            | 11,5 % | 23,9 % | 23,7 % | 3,7 %    | 11,9 % | 10,4 % | 2,9 % | 3,3 %    | 1,4 % | 1,2 % | 2,2 % | 1,4 % | 0,9 % | 0,5 % | 1,5 %                         | 0,2 % |
| 25 mai 2014                 | Élections régionales de 2014 | Élections régionales de 2014                  | Élections régionales de 2014 | 10,1 % | 26,6 % | 23,0 % | 3,9 %    | 14,8 % | 11,7 % | -     | -        | 1,9 % | -     | -     | -     | -     | -     | 8 %                           |       |
| 25 mai 2014                 | Élections fédérales de 2014  | Élections fédérales de 2014                   | Élections fédérales de 2014  | 10,5 % | 25,6 % | 21,9 % | 4,0 %    | 10,8 % | 9,4 %  | 2,6 % | 2,6 %    | 1,8 % | 1,1 % | 1,7 % | 2,0 % | -     | 2,0 % | 3,9 %                         | 3,7 % |

## Projection en sièges
Ce tableau reprend les projections en sièges à la Chambre des représentants qui comporte 150 sièges.
| Date                        | Sondeur                                                  | Journal                                       | N-VA | PS | Vlaams Belang | MR | Ecolo | CD&V | Open Vld | PVDA/ PTB | sp.a | Groen | cdH | DéFI | PP | Autres | Écart | Majorité | Opposition | Écart |
| --------------------------- | -------------------------------------------------------- | --------------------------------------------- | ---- | -- | ------------- | -- | ----- | ---- | -------- | --------- | ---- | ----- | --- | ---- | -- | ------ | ----- | -------- | ---------- | ----- |
| Date                        | Sondeur                                                  | Journal                                       |      |    |               |    |       |      |          |           |      |       |     |      |    | Autres | Écart |          |            | Écart |
| 26 mai 2019                 | Élections fédérales de 2019                              | Élections fédérales de 2019                   | 25   | 20 | 18            | 14 | 13    | 12   | 12       | 12        | 9    | 8     | 5   | 2    | 0  | 0      | 5     | 38       | 112        | 74    |
| 25 mars-15 avril 2019       | Kantar TNS                                               | RTBF / La Libre Belgique / VRT / De Standaard | 27   | 20 | 8             | 13 | 16    | 14   | 12       | 12        | 11   | 12    | 4   | 1    | 0  | 0      | 7     | 39       | 111        | 72    |
| 5-11 février 2019           | Ipsos                                                    | RTL TVI / Le Soir / VTM / Het Laatste Nieuws  | 28   | 18 | 8             | 14 | 14    | 14   | 12       | 8         | 9    | 15    | 5   | 3    | 2  | 0      | 10    | 40       | 110        | 70    |
| 27 novembre-4 décembre 2018 | Ipsos                                                    | RTL TVI / Le Soir / VTM / Het Laatste Nieuws  | 29   | 17 | 9             | 16 | 10    | 13   | 12       | 10        | 11   | 11    | 7   | 3    | 2  | 0      | 12    | 70       | 80         | 10    |
| 14 octobre 2018             | Calcul sur base des résultats des élections provinciales | Samenleving & Politiek                        | 24   | 19 | 10            | 17 | 11    | 19   | 13       | 5         | 9    | 12    | 7   | 4    | 0  | 0      | 5     | 73       | 77         | 4     |
| 29 mai-6 juin 2018          | Ipsos                                                    | RTL TVI / Le Soir / VTM / Het Laatste Nieuws  | 29   | 17 | 8             | 15 | 9     | 14   | 12       | 12        | 11   | 11    | -   | -    | -  | 12     | 12    | 70       | 80         | 10    |
| 27 février-6 mars 2018      | Ipsos                                                    | RTL TVI / Le Soir / VTM / Het Laatste Nieuws  | 32   | 18 | 7             | 15 | 10    | 14   | 11       | 12        | 11   | 10    | 4   | 6    | 0  | 0      | 14    | 72       | 78         | 6     |
| 25 août–3 septembre 2017    | Ipsos                                                    | RTL TVI / Le Soir / VTM / Het Laatste Nieuws  | 30   | 15 | 7             | 17 | 9     | 14   | 11       | 13        | 11   | 12    | 5   | 6    | 0  | 0      | 13    | 72       | 78         | 6     |
| 23-27 juin 2017             | Dedicated                                                | MR / L'Echo / Sudpresse                       | 26   | 11 | 10            | 18 | 7     | 16   | 12       | 26        | 7    | 10    | 4   | 3    | 0  | 0      | -     | 72       | 78         | 6     |
| 16-20 mars 2017             | Dedicated                                                | RTBF / La Libre Belgique                      | 28   | 16 | 10            | 18 | 8     | 13   | 12       | 16        | 11   | 10    | 6   | 2    | 0  | 0      | 10    | 71       | 79         | 8     |
| 10–17 janvier 2017          | Ipsos                                                    | RTL TVI / Le Soir / VTM / Het Laatste Nieuws  | 29   | 17 | 8             | 17 | 8     | 14   | 12       | 13        | 11   | 11    | 7   | 2    | 1  | 0      | 12    | 72       | 78         | 6     |
| 19–25 septembre 2016        | Ipsos                                                    | RTL TVI / Le Soir / VTM / Het Laatste Nieuws  | 24   | 19 | 10            | 19 | 5     | 18   | 11       | 11        | 13   | 10    | 6   | 2    | 2  | 0      | 5     | 72       | 78         | 6     |
| 6–12 mai 2016               | Ipsos                                                    | RTL TVI / Le Soir / VTM / Het Laatste Nieuws  | 24   | 20 | 12            | 15 | 7     | 13   | 12       | 10        | 14   | 11    | 8   | 2    | 2  | 0      | 4     | 64       | 86         | 22    |
| 15–20 janvier 2016          | Ipsos                                                    | RTL TVI / Le Soir / VTM / Het Laatste Nieuws  | 28   | 21 | 9             | 19 | 7     | 14   | 12       | 6         | 14   | 9     | 8   | 2    | 1  | 0      | 7     | 73       | 77         | 4     |
| 25 mai 2014                 | Élections fédérales de 2014                              | Élections fédérales de 2014                   | 33   | 23 | 3             | 20 | 6     | 18   | 14       | 2         | 13   | 6     | 9   | 2    | 1  | 0      | 10    | 85       | 65         | 20    |